# Елізабет Ріддл Грейвс
Елізабет Ріддл Грейвс (англ. Elizabeth Riddle Graves; 25 січня 1916 — 6 січня 1972) — американська вчена, фізик, піонер у фізиці нейтронів, займалась виявленням і вимірюванням швидких нейтроні. Під час Другої світової війни працювала в металургійній лабораторії Чиказького університету і лабораторії Лос-Аламос.

## Біографія
Елізабет Ріддл народилася 23 січня 1916 року в Нашвіллі, штат Теннессі у сім'ї Джеймса Маріона Ріддла з Південної Кароліни і та Джорджії Кліметри Бойкін з Арканзасу. Вона мала двох братів — Джеймса Маріона Ріддла та Джона Бервелла Бойкіна Ріддла. У 1921 році сім'я переїхала до Чикаго, штат Іллінойс.
Ріддл вступила до Чиказького університету. У 1936 році отримала ступінь бакалавра наук з фізики. Проявила інтерес до фізики нейтронів, зокрема до виявлення та вимірювання швидких нейтронів. У 1940 році здобула ступінь доктора філософії, написавши дисертацію на тему «Енергія, випущена з Be 9 (d, α) Li 7 і виробництво Li 7» під керівництвом Семюеля К. Еллісона.
У 1940 році Елізабет познайомилася і вийшла заміж за фізика та доцента Чиказького університету Елвіна Грейвса. Під час Великої депресії важко було знайти роботу. Елвін переїхав до Техаського університету, але Елізабет не могла там працювати, оскільки за тогочасним законом чоловік та жінка не мали права працювати в одному державному закладі.

## Проєкт Мангеттен
У 1942 році Артур Комптон запросив Елвіна Грейвса у Чиказький університет, щоб працювати над Мангеттенським проєктом у металургійній лабораторії. Елізабет знайшла там роботу, працюючи з Енріко Фермі над розрахунками можливості ядерної ланцюгової реакції. Результати їхньої роботи в кінцевому підсумку призвели до створення першого в світі ядерного реактора Чикаго Пайл-1.
У 1943 році подружжя працювало над Мангеттенським проєктом у лабораторії Лос-Аламос в Нью-Мексико. Елізабет була однією з небагатьох вчених, які знали про швидке розсіювання нейтронів, що мало вирішальне значення для розробки ядерної зброї. Крім того, подружжя вміло управляти прискорювачем Коккрофта — Волтона, який був доставлений з Іллінойського ніверситету .
У проєкту Елізабет працювала на посаді «вченого», що мало вищий статус у порівнянні з «асоційованим вченим» або «молодшим вченим». Вона зробила значний вклад у проєкт, займалася вимірюванням перерізів, пов'язаних з ядерними реакціями, вимірюванням ефектів розмноження нейтронів в урані та дослідженням різних властивостей нейтронного розсіювання матеріалів.
Під час ядерного випробування Триніті у 1945 році Елізабет була на сьомоиу місяці вагітності. Тому вона не була присутня на випробуваннях. В цей час Елізабет, за допомогою лічильника Гейгера, вимірювала радіоактивні опади на значній відстані від епіцентру вибуху. Після випробувань у подружжя народилася дочка Мерилін Едіт. Згодом у них було ще двоє дітей, Елвін Палмер та Елізабет Енн.

## Післявоєнна кар'єра
Після війни подружжя залишилося в Лос-Аламосі. Елізабет стала керівником підрозділу експериментальної фізики в 1950 році і досліджувала взаємодію нейтронів з речовиною і матеріалом. Вона померла від раку в Альбукерке, штат Нью-Мексико, 6 січня 1972 року і похована на кладовищі Гуає Пайнс, Лос-Аламос, округ Лос-Аламос, Нью-Мексико.

## Публікації

### Патенти
- Джерело нейтронів низької напруги 14 МеВ.[13]

### Дисертація
- Енергія, що виділяється з Be 9 (d, α) Li 7 і виробництва Li 7. 1940.[7]

### Статті

#### 1930-ті— 1940-ті
- Allison, Samuel K., Graves, Elizabeth R., Skaggs, Lester S., & Smith Jr, Nicholas M. (1939). A Precise Measurement of the Mass Difference Be 9 4—Be 8 4; The Stability of Be 8 4. Physical Review. 55(1): 107.
- Allison, S. K., Graves, E. R., & Skaggs, L. S. (1940). Alpha-Particle Groups from the Disintegration of Beryllium by Deuterons. Physical Review. 57(2): 158.
- Graves, A. C., Graves, E. R., Coon, J. H., & Manley, J. H. (January 1946). Cross Section of D (D, P) H-3 Reaction. Physical Review. 70(1-2): 101.
- Manley, J. H., Coon, J. H., & Graves, E. R. (January 1946). Cross Section of D (D, N) He-3 Reaction. Physical Review. 70(1-2): 101.
- Graves, E. R., & Coon, J. H. (January 1946). Disintegrations of Neon and Argon by dd Neutrons. Physical Review. 70(1-2): 101.
- Manley, J. H., Agnew, H. M., Barschall, H. H., Bright, W. C., Coon, J. H., Graves, E. R., Jorgensen, T. & Waldman, B. (1946). Elastic Backscattering of d− d Neutrons. Physical Review. 70(9-10): 602.
- Barschall, Henry Herman, Battat, M. E., Bright, W. C., Graves, E. R., Jorgensen, T., & Manley, J. H. (1947). Measurement of Transport and Inelastic Scattering Cross Sections for Fast Neutrons. II. Experimental Results. Physical Review. 72(10): 881.
- Graves, E. R. (1949). Mayer. Physical Review. 76(1): 183.
- Graves, E. R., Rodrigues, A. A., Goldblatt, M., & Meyer, D. I. (1949). Preparation and use of tritium and deuterium targets. Review of Scientific Instruments. 20(8): 579—582.am

#### 1950s— 1960s
- Coon, J. H., Graves, E. R., & Barschall, H. H. (1952). Total Cross Sections for 14-MeV Neutrons. Los Alamos Scientific Laboratory of the University of California.
- Graves, E. R., & Rosen, L. (January 1952). Energy Spectrum of Neutrons from the Interaction of 14-Mev Neutrons with C, Al, Fe, Cu, Zn, Ag, Cd, Sn, Au, Pb, and Bi. Physical Review. 87(1): 239.
- Coon, J. H., Graves, E. R., & Barschall, H. H. (1952). Total Cross Sections for 14-Mev Neutrons. Physical Review. 88(3): 562.
- Phillips, D. D., Davis, R. W., & Graves, E. R. (1952). Inelastic Collision Cross Sections for 14-Mev Neutrons. Physical Review. 88(3): 600.
- Forbes, S. G., Graves, E. R., & Little, R. N. (1953). Low Voltage 14‐Mev Neutron Source. Review of Scientific Instruments. 24(6): 424—427.
- Graves, E. R., & Rosen, Louis. (1953). Distribution in Energy of the Neutrons from the Interaction of 14-MeV Neutrons with some Elements. Physical Review. 89(2): 343.
- Graves, E. R., & Davis, Roland W. (1955). Cross sections for nonelastic interactions of 14-Mev neutrons with various elements. Physical Review. 97(5): 1205.
- Battat, M. E., & Graves, E. R. (1955). Gamma Rays from 14-Mev Neutron Bombardment of C 12. Physical Review. 97(5): 1266.
- McDole, C. J., Graves, E. R., & Davis, R. W. (1955). Calibration of a Mock Fission Neutron Source by Indium Resonance Mapping of the Standard Graphite Pile (No. LA-1982). Los Alamos Scientific Lab., New Mexico.
- Seagrave, J. D., Graves, E. R., Hipwood, S. J., & McDole, C. J. (1958). D (d, n) 3 He and T (d, n) 4 He Neutron Source Handbook. Los Alamos Scientific Laboratory Lams, 2162.
- Graves, E. R. (1963). Howard Eberline Neutron Survey Instrument PNC-1 Evaluation and Recommendation for Use. (No. LA-2860). Los Alamos Scientific Lab., New Mexico.
- Davis, R. W., & Graves, E. R. (1969). The Radiation Instrument Calibration Facility at the Los Alamos Scientific Laboratory. (No. LA—4090). Los Alamos Scientific Lab., New Mexico.
- Davis, R., & Graves, E. (1969). The Radiation Instrument Calibration Facility at the Los Alamos Scientific Laboratory. (Construction and calibration of radiation survey instruments).